# 비센테 칼데론
비센테 칼데론 페레스카바다(Vicente Calderón Pérez-Cavada, 1913년 5월 27일 - 1987년 3월 24일)는 스페인의 사업가이며 아틀레티코 마드리드의 회장을 20년간 역임하였다.
그의 이름을 따 아틀레티코 마드리드의 홈구장을 에스타디오 비센테 칼데론이라고 지었다.